# Chirosia crassiseta
Chirosia crassiseta este o specie de muște din genul Chirosia, familia Anthomyiidae, descrisă de Stein în anul 1908. Conform Catalogue of Life specia Chirosia crassiseta nu are subspecii cunoscute.